# Hiena bruna
La hiena bruna (Hyaena brunnea, anteriorment Parahyaena brunnea) és una espècie de hiena.

## Descripció
Les hienes brunes tenen una mida que varia entre 70,6 i 86,8 centímetres d'alçada a l'espatlla i un pes entre 35 i 50 quilos. A diferència de la hiena tacada, que és de mida més gran, no presenta diferències de mida apreciables entre els dos sexes, encara que els mascles poden ser lleugerament més grans que les femelles. El pelatge és llarg i espès, en particular a l'esquena i la cua, i de color predominantment marró bru, encara que el cap és de color gris, la part superior és vermellosa i les potes de color gris amb ratlles horitzontals fosques. El coll i l'esquena estan coberts de pèls erèctils de 30,5 centímetres de llargària. Les hienes brunes tenen unes poderoses mandíbules ben aviat, ja que fins i tot els individus joves, poden trencar els ossos de les cames d'una gasela saltadora en cinc minuts, tot i que aquesta habilitat es va perdent amb l'edat, a mesura que les dents es van desgastant gradualment. Els cranis de hiena bruna són més grans que els de la majoria de hienes tacades del nord i la seva dentadura és més robusta, fet que indica una adaptació dietètica menys generalitzada. Les hienes brunes tenen una bossa anal sota la base de la cua, la qual produeix una pasta blanca i negra. La bossa té un solc, cobert d'una secreció de color blanc, que separa un parell de lòbuls que produeixen una secreció de color negre. Aquestes secrecions són dipositades a les tiges d'herba separades per aproximadament un quart de milla al llarg de la zona d'alimentació i en particular dels seus límits territorials.

## Distribució i hàbitat
Viu en zones àrides (matollars, boscos de sabana, praderies i zones semidesèrtiques) de Namíbia, Botswana, l'oest i el sud de Zimbàbue, el sud de Moçambic i Sud-àfrica. Durant al menys una part del Pliocè també va habitar a la península Ibèrica. Actualment és l'espècie de hiena més rara.
Al llarg de les zones costaneres de la seva zona de distribució, sovint se les troba cercant carronya a les platges.

## Comportament
Les hienes brunes són animals socials que poden viure en grups formats per un adult de cada sexe i diversos membres joves, encara que hi ha registres de grups formats per quatre mascles i sis femelles adults. Es creu que en aquests casos, hi ha com a mínim un mascle dominant. La hiena bruna manté una jerarquia estable dins el grup, per mitjà de mostres rituals d'agressivitat i baralles simulades. Habitualment cerquen aliment en solitari i no mantenen un territori fix, en lloc de fer servir llocs de cacera habituals. L'emigració és comuna dins del grups de hienes brunes, particularment entre els mascles joves, els quals s'uneixen a grups quan assoleixen l'edat adulta.

## Dieta
Les hienes brunes són principalment carronyaires, amb una dieta formada principalment per cadàvers de preses mortes per depredadors més grans, encara que poden complementar la seva dieta amb rosegadors, insectes, ous i fruits. No obstant això, la hiena bruna és un carronyaire agressiu, que sovint s'apropia de preses mortes per xacals de llom negre, guepards i lleopards (inclosos mascles adults). Les hienes brunes solitàries ataquen als lleopards per prendre'ls les preses mantenint les mandíbules ben obertes, fent fugir cap als arbres fins i tot als mascles adults. De vegades s'han vist hienes brunes atacant lleopards, fins i tot quan no hi ha cap presa en disputa. Al desert de Kalahari, les hienes brunes sovint són els mamífers carnívors dominants a causa del seu domini sobre els altres depredadors que hi viuen i a l'escassetat de lleons, hienes tacades i grups de gossos africans salvatges.
Les hienes brunes emmagatzemen els aliments sobrants en matolls o forats i els recuperen en les següents 24 hores. Són caçadors dolents, fet que fa que les preses vives representin una petita part de la seva dieta. Al sud del Kalahari, espècies com la rata llebre sud-africana, la gasela saltadora, l'otoció i algunes espècies d'otídids, només representen un 4,2% del total de la seva dieta, mentre que a la costa de Namíbia, els cadells d'os marí afroaustralià representen el 2,9% del total de la seva ingesta alimentaria. Al desert de Kalahari, les hienes brunes estan actives i cercant aliment el 80% del temps de la nit. Mentre cerquen aliment recorren distàncies de 31,1 quilòmetres, amb un record registrat de 54,4 quilòmetres. El seu poderós sentit de l'olfacte, permet que puguin ensumar cadàvers secs fins i tot a una distància de 2 quilòmetres amb vent a favor.

## Reproducció

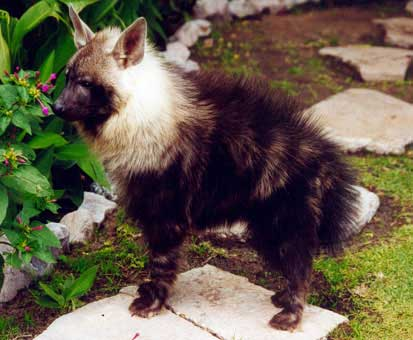
Cadell de hiena bruna

Les femelles són poliestriques i generalment tenen la seva primera ventrada durant el segon any de vida. Les hienes brunes s'aparellen entre maig i agost i tenen un període de gestació que sol durar 97 dies. A diferència de les femelles de pròteles, les femelles de hiena bruna s'aparellen amb mascles nòmades o amb el mascle dominant del seu propi clan. Els mascles no mostren resistència davant d'aquest fet i ajuden a les femelles a criar als seus cadells. Les femelles donen a llum en caus, els quals estan ocults en dunes remotes lluny dels territoris de les hienes tacades i dels lleons. Les mares solen donar a llum cada 20 mesos. Generalment, només es reprodueixen les femelles dominants, però si es produeixen dues ventrades de femelles diferents dins del mateix clan, les mares també alimenten als cadells de les altres, tot i que afavoreixen als seus propis. Les ventrades són generalment d'1 a 5 cadells, els quals tenen un pes d'un quilo al néixer. A diferència de les hienes tacades, les hienes brunes neixen amb els ulls tancats i no els obren fins als vuit dies. Els cadells surten del cau als tres mesos. També al contrari del que succeeix amb les hienes tacades, tots els membres adults del clan porten aliment als cadells, els quals no són completament deslletats ni abandonen la proximitat del seu cau, fins que assoleixen els 14 mesos d'edat.